# David Tiberios
David Tiberios (mittelgriechisch Δαβίδ Τιβέριος; * 7. November 631 (nach anderen Quellen: 627) wohl in Konstantinopel; † wohl Ende September 641 ebenda oder auf Rhodos) war im Herbst 641 für wenige Tage Mitkaiser des Byzantinischen Reiches.

## Leben
David war ein Sohn des Kaisers Herakleios und der Martina. Diese setzte alles daran, dass ihr leiblicher Sohn Heraklonas alleiniger Thronerbe und Herakleios’ ältester Sohn Konstantin III. von der Thronfolge ausgeschlossen werden sollte. Als Heraklonas am 4. Juli 638 zum Mitkaiser erhoben wurde, ging der Titel Caesar auf seinen jüngeren Bruder David über. Nachdem Heraklonas am 25. Mai 641 die Alleinherrschaft übernommen hatte, avancierte David im September unter dem Thronnamen Tiberios, eventuell zusammen mit einem weiteren Bruder (Martinos), ebenso wie der spätere Alleinherrscher Konstans II. zum Basileus und Mitkaiser. Wohl Ende des Monats (oder im November) wurden Martina und ihre Söhne gestürzt, verstümmelt und nach Rhodos verbannt; dabei dürfte Johannes von Nikiu zufolge auch David Tiberios den Tod gefunden haben.